# دارين واترس
دارين واترس (بالإنجليزية: Darren Waters)‏ هو لاعب اتحاد الرغبي بريطاني، ولد في 14 أغسطس 1985 في Beddau ‏ في المملكة المتحدة.